# 阿梅尔·图卡
阿梅尔·图卡（Amel Tuka，1991年1月9日—）是一名专攻800米赛跑的波斯尼亚和黑塞哥维那中跑运动员。图卡拥有着400米和800米项目的国家纪录。他曾获得2015年世界田径锦标赛800米项目铜牌和2019年世界田径锦标赛800米项目银牌。